# Elyes Gabel
Elyes Cherif Gabel (Londres, 8 de maio de 1983), é um ator britânico.

## Biografia
Gabel nasceu em Westminster, Londres e viveu no Canadá, antes de regressar ao Reino Unido para viver em Bristol e Manchester. Ele tem ascendência da Argélia, francesas, espanholas, holandesas, anglo-indianas, irlandesas e portuguesas Frequentou o St Damian's Roman Catholic Science College em Ashton-Under-Lyne. Mais tarde treinou no Strodes College, Oldham Theatre Workshop e na Companhia de Teatro Infantil do Norte.

## Carreira
Gabel deixou a escola de teatro para aparecer na série infantil de televisão I Love Mummy. Participou nas produções de bastidor do West Side Story, Oliver! e Diário de Anne Frank. Em 2004, Gabel juntou-se ao elenco de Casualty como Guppy Sandhu. Foi nomeado para Melhor Revelação em 2005 nos Prémios Nacionais de Televisão pelo papel. Decidiu deixar o Casualty em 2007 para perseguir novos desafios de interpretação e concentrar-se em gravar música com a sua banda.
Gabel apareceu como Vimel, um padre treinado, no drama da BBC Apparitions, juntamente com Martin Shaw. O primeiro episódio foi para o ar na BBC One a 13 de Novembro de 2008. Ele saiu para aparecer como Danny nas série de horror da televisão Dead Set, no qual é um zombie. Depois fez de professor Rob Cleaver no drama escolar Waterloo Road na temporada 4, que começou a 7 de Janeiro de 2009.
Gabel participou no drama de 6 partes da ITV Identity como Detective Jose Rodriguez, um membro da unidade de identidade. Fez de Príncipe Djem, irmão do Sultão Bajazeto II do Império Otomano no episódio 3 da série da Showtime The Borgias. Em Maio de 2011, fez de Shahrouz na segunda temporada de Psychoville. Mais tarde fez de Dothraki "Bloodrider" Rakharo na série da HBO O Jogo dos Tronos.
Gabel fez de Detective Adam Lucas na terceira temporada de Body of Proof em 2013. Mais tarde no mesmo ano, apareceu em World War Z, o filme. Em 2014, teve um papel no Interstellar de Christopher Nolan. Apareceu em Spooks: The Greater Good como Adem Qasim.
Gabel protagoniza Walter O'Brien na série de drama americana Scorpion, baseada na vida real de Walter O'Brien. A série começou em 22 de Setembro de 2014 e renovou para uma segunda temporada em 2015. Também foi renovada uma terceira temporada.

## Filmografia

### Filmes
| Ano  | Título                   | Papel           |
| ---- | ------------------------ | --------------- |
| 2009 | Boogeyman 3              | Ben             |
| 2011 | Kingdom of Dust          | Ahmed           |
| 2011 | Everywhere and Nowhere   | Jaz             |
| 2012 | Exit Strategy            | Tarik Fayad     |
| 2012 | Widow Detective          | Troy Vargas     |
| 2013 | Welcome to the Punch     | Ruan Sternwood  |
| 2013 | World War Z              | Andrew Fassbach |
| 2014 | Interstellar             | Administrador   |
| 2014 | A Most Violent Year      | Julian          |
| 2015 | Spooks: The Greater Good | Adem Qasim      |

### Televisão
| Ano     | Título              | Papel                   | Notas                                                                           |
| ------- | ------------------- | ----------------------- | ------------------------------------------------------------------------------- |
| 2001    | Casualty            | Jean-Claude Tournier    | Episódio: "Breaking Point"                                                      |
| 2002    | I Love Mummy        | Nuff                    | Elenco principal                                                                |
| 2004    | Doctors             | Steve                   | Episódio: "They Never Cut The Cord"                                             |
| 2004    | Casualty            | Jude                    | Episódio: "Where There's Life..."                                               |
| 2004–07 | Casualty            | Gurpreet "Guppy" Sandhu | Papel regular                                                                   |
| 2005    | Casualty@Holby City | Gurpreet "Guppy" Sandhu | Episódio: "Teacher's Pet"                                                       |
| 2008    | Dead Set            | Danny                   | Episódio: 1.1, 1.3 (apenas crédito), 1.5 (apenas crédito)                       |
| 2008    | Apparitions         | Vimal                   | Episódio: 1.1                                                                   |
| 2009    | Waterloo Road       | Rob Cleaver             | 10 episódios                                                                    |
| 2010    | Identity            | DC Jose Rodriguez       | 6 episódios                                                                     |
| 2011    | The Borgias         | Prince Djem             | Episódio: "The Moor"                                                            |
| 2011    | Psychoville         | Sharouz/Shahrauz        | 5 episódios                                                                     |
| 2011–12 | Game of Thrones     | Rakharo                 | 7 episódios                                                                     |
| 2012    | Silent Witness      | Umar                    | Episódios: "And Then I Fell in Love: Part 1", "And Then I Fell in Love: Part 2" |
| 2013    | Body of Proof       | Det. Adam Lucas         | Elenco principal (Temporada 3)                                                  |
| 2015    | The Messengers      | Walter                  | 1 episódio                                                                      |
| 2014–18 | Scorpion            | Walter O'Brien          | Elenco principal                                                                |
| 2022    | Suspicion           | Sean Tilson             | Elenco Principal                                                                |